# Turnul întunecat (film)
Turnul întunecat (titlu original: The Dark Tower) este un film american Western științifico-fantastic din 2017 regizat de Nikolaj Arcel. Rolurile principale sunt interpretate de actorii Idris Elba și Matthew McConaughey. Scenariul este bazat pe serie omonimă de cărți de Stephen King. Premiera era programată pentru data de 17 februarie 2017, cu toate acestea filmul a avut 
premiera la 31 iulie 2017 la Museum of Modern Art.

## Prezentare
Jake Chambers, în vârstă de 11 ani, trăiește viziuni care implică un Om în Negru care caută să distrugă un turn și să ruineze Universul și un Pistolar care i se opune. Mama, tatăl vitreg al lui Jake și psihiatrii îi resping aceste vise punându-le pe seama traumei suferite ca urmare a morții tatălui său în anul precedent.
În casa lui din New York, un grup de lucrători dintr-o instituție psihiatrică pretinde că îl reabilitează pe Jake; îi recunoaște din viziunile sale ca fiind niște monștri care poartă o piele umană, astfel că fuge. Jake dă de urma unei case abandonate din una din viziunile sale, descoperind un portal de înaltă tehnologie și călătorește într-o lume post-apocaliptică numită Mid-World.
În Mid-World, Jake îl întâlnește pe ultimul Pistolar, Roland Deschain, care a apărut în viziunea sa. Roland îl urmărește pe Walter Padick, Omul în negru, care și el a apărut în visele lui Jake, într-un deșert, încercând să-l omoare ca răzbunare pentru uciderea tatălui său, Steven, și a tuturor pistolarilor care au mai rămas. El explică că Walter, de-a lungul deceniilor, a răpit copiii speciali și a încercat să le folosească „strălucirea“ pentru a dărâma Turnul Întunecat, o structură legendară localizată în centrul Universului; acest lucru va permite ființelor întunericului să invadeze și să distrugă realitatea.
Roland îl duce pe Jake într-un sat pentru ca viziunile lui să fie interpretate de către un clarvăzător. Aflând despre evadarea lui Jake și de călătoria spre Mid-World, Walter investighează și descoperă de la supusul său, Sayre, că Jake are „o strălucire pură“, adică suficient potențial psihic pentru a distruge Turnul de unul singur. Între timp, mama și tatăl lui nu reușesc să-l găsească pe Jake. Îl întâlnesc pe Walter și descoperă că este dintr-un desen al lui Jake. Acesta îl ucide pe tatăl vitreg al lui Jake, apoi o interoghează pe mama lui despre viziunile sale și o omoară și pe ea. În Mid-World, clarvăzătorul, Arra, determină că mașina este la șase luni distanță de mers pe jos, iar accesul la portal este limitat de bazele lui Walter. Jake își dă seama că Walter are o bază în New York pe care o poate folosi pentru a ajunge la mașină. Supușii lui Walter, Taheen, atacă satul, dar Roland îi ucide pe fiecare în parte. Roland și Jake se întorc pe Pământ unde Jake are grijă ca rănile lui Roland să fie tratate într-un spital și află unde este situată baza lui Walter, de la un bărbat fără adăpost care l-a ajutat și mai devreme. Când Jake se întoarce acasă pentru a-și găsi mama și tatăl vitreg, își găsește rămășițele mamei sale și pe tatăl său vitreg mort și se prăbușește în lacrimi. Roland promite să-l ucidă pe Walter „pentru amândoi“ și îl alină pe Jake învățându-l Crezul Pistolarului, pe care nu l-a mai rostit de la moartea tatălui său, precum și despre principiile luptei cu armele.
Pe măsură ce Roland se înarmează de la un magazin de arme, este atacat de Walter, care îl capturează pe Jake și îl duce prin portalul de la baza lui către o mașină prin care îl va folosi pe Jake pentru a distruge Turnul. Jake își folosește puterile psihice pentru a-l informa pe Roland despre codul de portal de care are nevoie. Roland se luptă cu acoliții lui Walter și redeschide portalul, pe care Jake îl forțează să rămână deschis. Walter este forțat să se întoarcă la New York pentru a se lupta cu Roland și îl rănește. După ce Jake îi amintește de Crezul Pistolarului, Roland își revine și îl omoară pe Walter cu un truc după o scurtă luptă. Roland distruge mașina, salvând Turnul, pe Jake și pe ceilalți copii.
După aceea, Roland spune că trebuie să se întoarcă în propria sa lume și îi oferă lui Jake un loc lângă el ca însoțitor. Jake acceptă oferta, deoarece nu are unde să meargă, iar cei doi pleacă în Mid-World.

## Distribuție
- Idris Elba - Roland Deschain
- Matthew McConaughey - Walter Padick
- Tom Taylor ca Jake Chambers[2][9] Taylor won the role after an international search to find the young actor who would serve as the protege of Deschain.[2]
- Katheryn Winnick ca Laurie Chambers[10]
- Jackie Earle Haley ca Sayre[11]
- Fran Kranz ca Pimli[12]
- Abbey Lee Kershaw ca Tirana
- Michael Barbieri ca Timmy
- Claudia Kim ca Arra Champignon
- José Zúñiga ca Dr. Hotchkiss
- Alex McGregor ca Susan Delgado
- Nicholas Hamilton ca Lucas Hanson
- De-Wet Nagel ca Taheen Tech[13]
- Dennis Haysbert ca Steven Deschain, tatăl lui Roland

## Producție
Filmările au fost realizate în mare parte în  Africa de Sud și au început în aprilie 2016. Unele scene au fost filmate în New York. Cheltuielile de producție s-au ridicat la 60 milioane $.